# Dargajogihalli
Dargajogihalli là một thị trấn thống kê (census town) của quận Bangalore Rural thuộc bang Karnataka, Ấn Độ.

## Nhân khẩu
Theo điều tra dân số năm 2001 của Ấn Độ, Dargajogihalli có dân số 6205 người. Phái nam chiếm 51% tổng số dân và phái nữ chiếm 49%. Dargajogihalli có tỷ lệ 64% biết đọc biết viết, cao hơn tỷ lệ trung bình toàn quốc là 59,5%: tỷ lệ cho phái nam là 71%, và tỷ lệ cho phái nữ là 58%. Tại Dargajogihalli, 15% dân số nhỏ hơn 6 tuổi.